# Patrick Philippart
Patrick Philippart (6 april 1989) is een Nederlands voetballer die als aanvaller voor Helmond Sport speelde.

## Carrière
Patrick Philippart speelde in de jeugd van Unitas '59, RKSV Nuenen en Helmond Sport. Hij debuteerde voor Helmond Sport op 10 april 2009, in de met 2-0 verloren uitwedstrijd tegen SC Cambuur. Hij kwam in de 75e minuut in het veld voor Mart van de Gevel. Het seizoen erna kwam hij ook tot één wedstrijd, de met 4-1 gewonnen thuiswedstrijd tegen BV Veendam op 18 januari 2010. Na twee wedstrijden in twee seizoenen voor Helmond Sport, vertrok Philippart naar RKSV Nuenen. Hierna speelde hij nog voor VV Gemert, UDI '19 het Amerikaanse Dayton Dutch Lions FC, VV Geldrop en weer RKSV Nuenen. In het seizoen 2020/2021 gaat hij voor RPC spelen.

### Statistieken
| Seizoen                    | Club                  | Land             | Competitie     | Competitie | Competitie | Beker | Beker | Totaal | Totaal |
| Seizoen                    | Club                  | Land             | Competitie     | Wed.       | Dlp.       | Wed.  | Dlp.  | Wed.   | Dlp.   |
| -------------------------- | --------------------- | ---------------- | -------------- | ---------- | ---------- | ----- | ----- | ------ | ------ |
| 2008/09                    | Helmond Sport         | Nederland        | Eerste divisie | 1          | 0          | 0     | 0     | 1      | 0      |
| 2009/10                    | Helmond Sport         | Nederland        | Eerste divisie | 1          | 0          | 0     | 0     | 1      | 0      |
| 2016                       | Dayton Dutch Lions FC | Verenigde Staten | PDL            | 5          | 0          | 0     | 0     | 5      | 0      |
| Carrièretotaal             | Carrièretotaal        | Carrièretotaal   | Carrièretotaal | 7          | 0          | 0     | 0     | 7      | 0      |
| Bijgewerkt op 4 maart 2018 |                       |                  |                |            |            |       |       |        |        |